# Колін О'Донох'ю
Колін Артур Джеффрі О'Донох'ю (англ. Colin Arthur Jeffery O'Donoghue; нар. 26 січня 1981, Дроеда) — ірландський актор телебачення, театру і кіно, найбільш відомий по ролі Капітана Кілліана «Гака» Джонса в телесеріалі «Якось у казці».

## Раннє життя та освіта
Колін народився і виріс в Дроєді в графстві Лаут в римсько-католицькій родині Кона і Мері О'Донох'ю. Спочатку він навчався у місцевій школі, а потім поступив в школу акторської майстерності «Гайреті» в Дубліні. У шістнадцять років хлопець на місяць відправився в Париж для вивчення французької мови.

## Кар'єра
Рання кар'єра Коліна була пов'язана як з театром, так і з роботами на телебаченні в Ірландії і Великій Британії. У 2003 році він отримав нагороду «Ірландського кіно і телебачення» в категорії «Найкращий новий талант» за роль Нормана у фільмі «Додому на Різдво».
Він виконав роль Філіпа, герцога Пфальц-Нейбурга, в епізоді третього сезону історичного телесеріалу «Тюдори» в 2009 році. У 2011 у О'Донох'ю відбувся голлівудський дебют у драматичному фільмі «Обряд», де він зіграв разом з Ентоні Хопкінсом. Для прослуховування у фільмі О'Донох'ю спеціально підготував відео в домашній студії його друзів і відправив у Сполучені Штати.
У 2012 році О'Донох'ю отримав роль Капітана Кілліана «Гака» Джонса у другому сезоні культового телесеріалу ABC «Одного разу в казці». У 2014 році він отримав головну роль в незалежному фільмі «Піщана буря».
В 2003—2013 роках грав на гітарі і співав у ірландській групі The Enemies, яку йому довелося залишити у зв'язку з щільним графіком зйомок «Якось у казці».
Крістіна Перрі написала пісню «The Words», яку присвятила Капітану Гаку, персонажу Коліна в «Якось у казці».

## Особисте життя
О'Донох'ю одружився зі шкільною вчителькою Хелен 2 липня 2009 року. У подружжя є син Еван (нар. 1.08.2013) і донька Міллі.

## Фільмографія

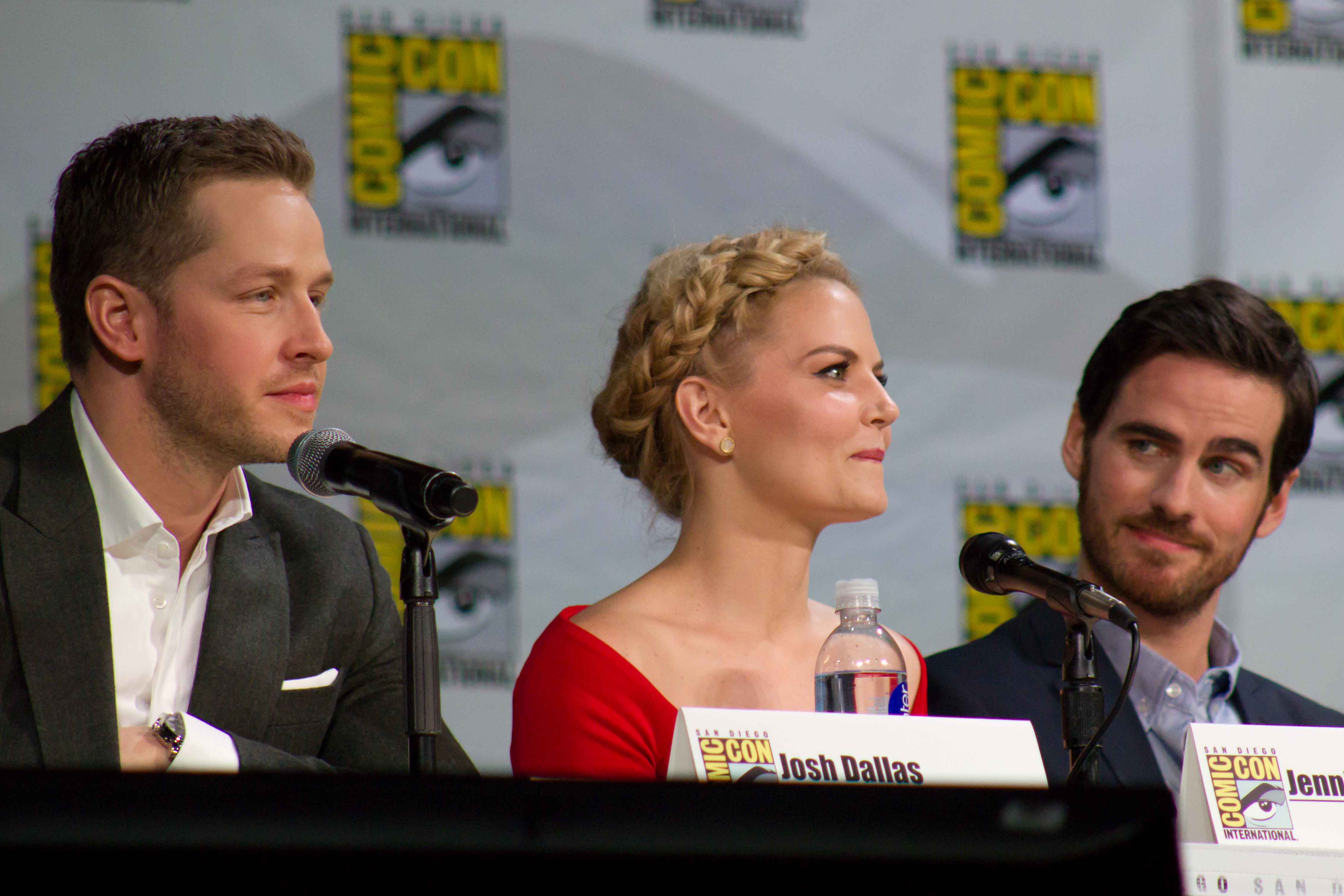
Колін О'Донох'ю з колегами по телесеріалу «Якось у казці» Джошем Далласом і Дженніфер Моррісон на San Diego Comic-Con International в липні 2014 року.

## Театр
| Затемнення                          | Eclipse                      | Королівський національний театр, Лондон |
| Аоіф і Ізобель                      | Aoife and Isobel             | Project Theatre, Дублін                 |
| Сон в літній день                   | The Dream of a summer's Day  | Storytellers Theatre Company, Дублін    |
| Євгеній Онєгін — гастрольне подання | Eugene Onegin — The Roadshow | Something Different Theatre Company     |
| Від'їзд                             | Leaving                      | Quarehawks Theatre Company              |
| Місячне світло Міккі                | Moonlight mickey's           | Calipo Theatre Company                  |
| Отелло                              | Othello                      | Second Age Theatre Company              |
| Віддалені острови                   | Outlying Islands             | Island Theatre Company                  |
| Небесний шлях                       | Sky Road                     | Theatre Royal, Уотерфорд                |
| Приборкання норовливої              | The Taming of the Shrew      | Rough Magic Theatre Company             |
| Гуляючи по дорозі                   | Walking The Road             | Axis Theatre                            |
| Чого бажає мертвий                  | What the Dead Want           | Project Theatre, Дублін                 |